# Lepidotrichilia
Lepidotrichilia är ett släkte av tvåhjärtbladiga växter. Lepidotrichilia ingår i familjen Meliaceae.
Kladogram enligt Catalogue of Life:
| Lepidotrichilia | \| \| Lepidotrichilia ambrensis \| \| \| \| \| \| Lepidotrichilia convallariiodora \| \| \| \| \| \| Lepidotrichilia sambiranensis \| \| \| \| \| \| Lepidotrichilia volkensii \| \| \| \| |
|                 | \| \| Lepidotrichilia ambrensis \| \| \| \| \| \| Lepidotrichilia convallariiodora \| \| \| \| \| \| Lepidotrichilia sambiranensis \| \| \| \| \| \| Lepidotrichilia volkensii \| \| \| \| |
|                 | Lepidotrichilia ambrensis |
|                 | |
|                 | Lepidotrichilia convallariiodora |
|                 | |
|                 | Lepidotrichilia sambiranensis |
|                 | |
|                 | Lepidotrichilia volkensii |
|                 | |